# Clarisse Lavanant
Pour les articles homonymes, voir Lavanant.
Clarisse Lavanant est une auteure-compositrice-interprète française et aussi actrice d'expression française et bretonne, née au Mans (Sarthe) le 2 avril 1979. Elle a incarné le rôle de Séphora, femme de Moïse, dans la comédie musicale Les 10 commandements, qui lui a permis de faire le tour du monde. Depuis 2001, elle a enregistré treize albums dont une trilogie dédié à l'oeuvre de Glenmor, un album pour enfants (Mes comptines du monde), un album en duo avec Dan Ar Braz (Harmonie) ainsi qu'un album de cantiques bretons (Kantikoù Breizh). Bretonnante après avoir suivi la formation longue Stumdi, elle écrit et chante aussi en breton.
Elle forme un duo avec le guitariste Dan Ar Braz et a participé à plusieurs de ses projets, dont Celebration en 2012. Elle a également collaboré avec Jean-Félix Lalanne, Soldat Louis, Tri Yann...

## Biographie
C'est à l'âge de treize ans, après avoir vu le film Édith et Marcel de Claude Lelouch dédié à Édith Piaf et à son histoire d'amour avec le boxeur Marcel Cerdan, que la jeune fille décide de devenir chanteuse. Deux ans plus tard, après avoir découvert Barbara et fascinée par le fait que l'on puisse chanter ses propres mots, elle écrira ses premières chansons. À 16 ans, elle remportera le prix « Auteur-Compositeur-Interprète » lors des Rencontres Francophones du Spectacle à Sancoins (Cher) puis le prix spécial « Edith Piaf » à Clermont (Oise) devant un jury présidé par la chanteuse Anne Vanderlove qui la prendra sous son aile et avec qui elle fera ses premières scènes.

### Débuts à Paris
Après avoir obtenu son baccalauréat avec mention (section littéraire et option théâtre) elle s'installe dans la capitale à l'âge de 18 ans afin de faire de la chanson son métier. Elle s'inscrit tout d'abord à l'école de chant du « Chantier » où elle travaille l'interprétation avec Philippe Albaret (ancien directeur du Studio des Variétés) et le chant avec Julia Pélaez. Elle prendra aussi des leçons avec Louis-Jacques Rondeleux (auteur du livre de référence Trouver sa voix) puis avec la mythique Annette Charlot.[réf. nécessaire]
En parallèle, elle suit les ateliers d'écriture de Claude Lemesle, dont elle sera la plus jeune « disciple », puis d'Allain Leprest. Afin de mettre ses connaissances en pratique et d'aller partout sur le terrain, elle participe ensuite à plusieurs concours de styles très différents et se voit décerner de nombreux prix aux quatre coins de la France avec son propre répertoire (des « Rencontres Georges Brassens » à Sète à celles du « Carrefour de la Chanson » à Clermont-Ferrand, du Tremplin Rock de Champigny-sur-Marne au Prix Jean Ségurel à Tulle en passant par Tarbes, Lomme ou encore Franconville...). Elle acquiert ainsi une solide expérience et multiplie les rencontres. L'ingénieur du son Laurent Thibault (qui a enregistré David Bowie, Jacques Higelin et les nombreux artistes qui passent par le Château d'Hérouville) confectionne ses premières maquettes et lui présente le guitariste Michel Haumont avec qui elle travaille plusieurs années.[réf. nécessaire]

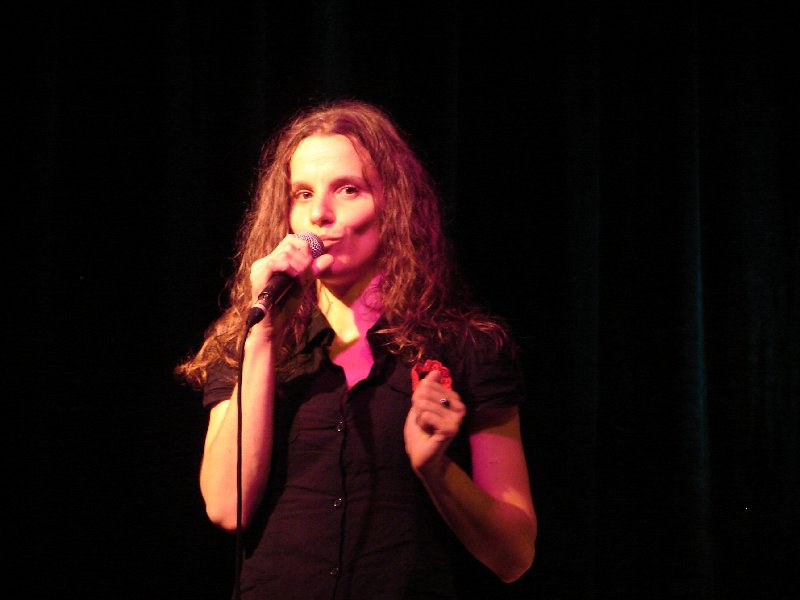
Concert à Clairvaux-les-Lacs (Jura) le 24 octobre 2009

Dès 1999 elle se produit au festival « Alors Chante » à Montauban, en première partie de Pierre Perret, avec Juliette Gréco qui dira d'elle « C'est un petit réservoir superbe ! » ainsi qu'aux Francofolies de La Rochelle où Jean-Louis Foulquier la choisira pour chanter en première partie de Marianne James et Richard Desjardins au Grand Théâtre. En avril 2000, elle chante au théâtre de l’Est parisien. Début 2001, elle sort son premier album Où c'est ailleurs ? (Créon Music/Virgin), réalisé par les guitaristes Michel Haumont et Dominique Bertram, qui est consacré par le prix de la Sacem des Trophées Radio France en 2002. L'album est suivi d'une série de concerts à son nom durant un mois consécutif sur la scène du Sentier des Halles à Paris puis en première partie de la tournée des Zéniths de Tri Yann (Zénith de Paris entre autres).

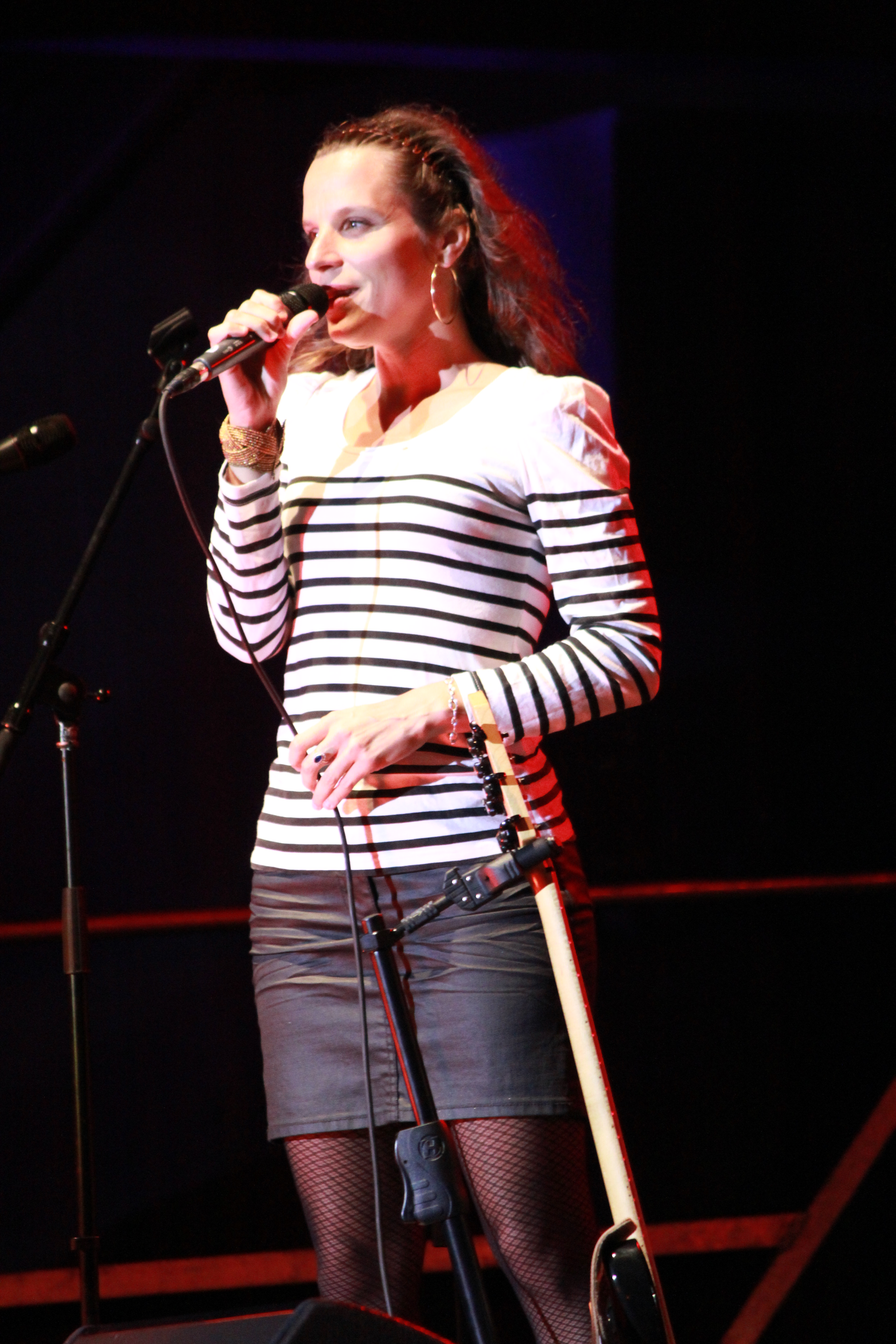
Clarisse Lavanant lors du Festival interceltique de Lorient 2012.

Peu après, à la suite d'une audition (où on lui demande d'interpréter l'Hymne à l'amour), elle intègre la troupe de la comédie musicale Les Dix Commandements signée par Pascal Obispo et Élie Chouraqui dans le rôle de Séphora, la femme de Moïse. Elle joue au Palais des sports de Paris, sept fois à Bercy puis en tournée dans toute la France (300 dates) ainsi que les pays francophones et le Canada avant de partir jouer plusieurs mois et années de suite en Asie (Japon, Corée du Sud...). La spectacle a été vu par près de 2,5 millions de spectateurs et les albums se sont écoulés à 2 millions d'exemplaires.

### Retour en Bretagne

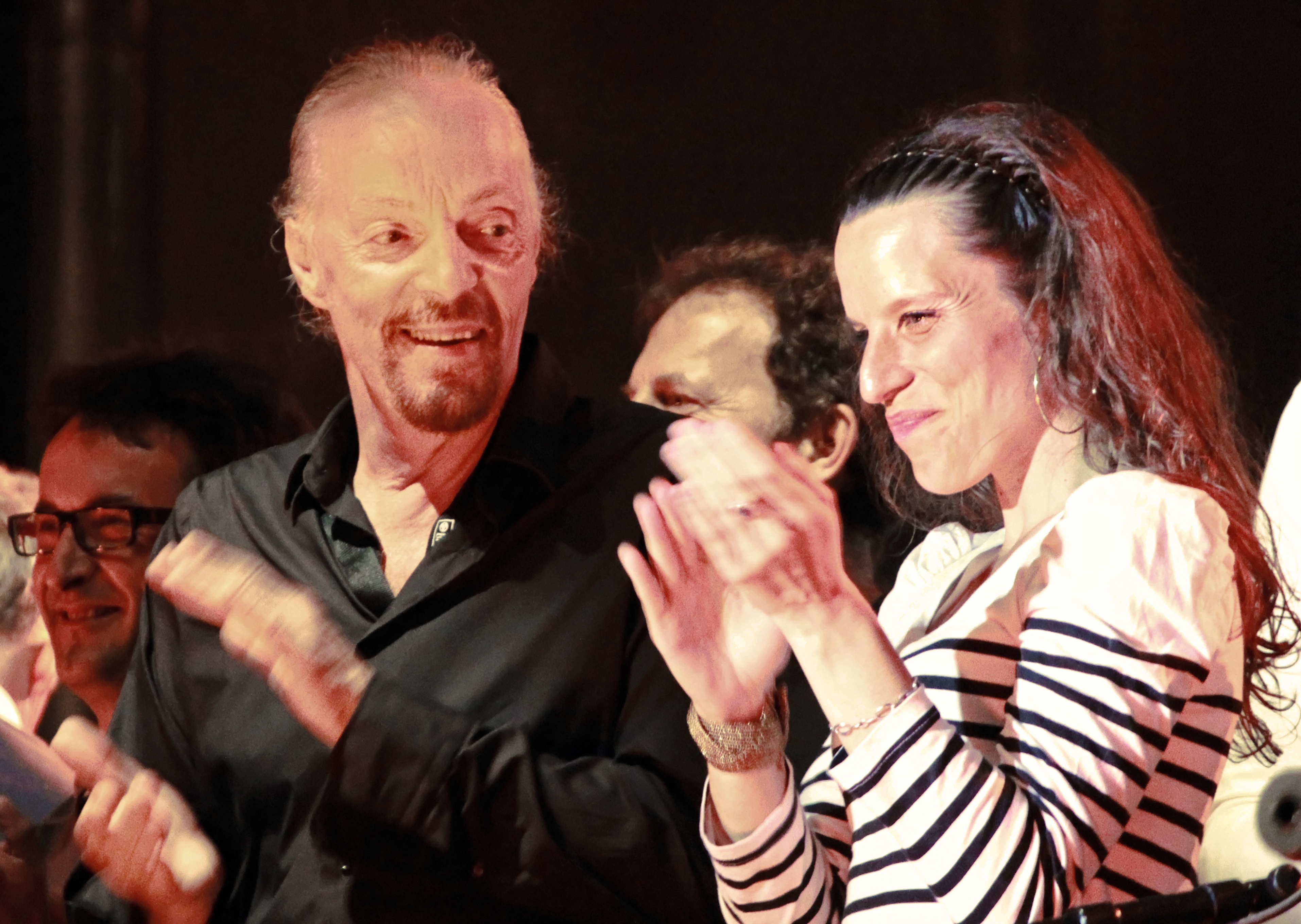
Elle chante avec Alan Stivell au festival interceltique de Lorient 2012

C'est lors de ces lointaines tournées que le besoin d'un retour aux sources se fait sentir. Fin 2002 alors qu'elle vient jouer à Brest avec la troupe des Dix Commandements, elle rencontre le musicien quimpérois Dan Ar Braz (guitariste d'Alan Stivell dans les années 1970 et fondateur de L'Héritage des Celtes) qui lui donne envie de retourner en Bretagne et d'où naît une grande collaboration. Il réalise et compose (avec la participation de Franck Langolff) son deuxième album Vers l'Imaginaire en 2005 (Aztec Music/Coop Breizh). En retour elle écrit pour Dan Ar Braz deux textes dans son album À toi et ceux paru en 2003, sur lequel Jean-Jacques Goldman signe lui aussi deux textes En 2007, elle lui écrit six textes pour Les Perches du Nil (Sony Music), dont la chanson-titre est inspirée du film Le Cauchemar de Darwin. Elle est également l'invitée du guitariste lors des grands festivals bretons de l'été 2005 (festival de Cornouaille à Quimper, Les Filets Bleus à Concarneau, La Saint Loup à Guingamp...).
En 2008, elle produit pour la première fois et réalise elle-même son troisième album Les filles comme moi dans un univers musical qui l'a nourrie (la chanson française et la culture celtique). Elle décide de le présenter toute seule dans les chapelles de Bretagne et qui plus est a cappella. Cette première « Ronde des Chapelles » (60 dates), à la fois intense et atypique, a tant séduit le public qu'elle la recommence les étés qui suivent.
Une autre rencontre déterminante aura lieu en 2008, celle avec Fañch Bernard, compagnon de route et contrebassiste du grand barde breton Glenmor. Elle se replonge alors dans toute sa discographie. Après un concert autour des chansons de Glenmor et surtout, à la suite de l'accueil très enthousiaste du public, elle décide de consacrer son quatrième album à l'œuvre du charismatique poète intitulé Glenmor Mémoire Vivante. Sorti fin 2009, l'Académie Charles-Cros lui attribue le prix coup de cœur Poésie chantée en 2010. Le deuxième volume intitulé Je te souviens Glenmor paraît un an et demi plus tard, au printemps 2011. Il reçoit le « Bravo Trad Mag » décerné par Trad Magazine et arrive en 4e place pour le grand prix du disque du Télégramme. Elle a d'ailleurs été invitée à présenter ce nouvel album sur la scène des Francofolies de La Rochelle le 13 juillet 2011.

### Projets avec Dan Ar Braz et d'autres artistes
Simultanément, elle a aussi enregistré deux albums pour enfants. Le premier est réalisé avec son complice Dan Ar Braz, Comptines celtiques et d'ailleurs dont elle est l’auteur de cinq d’entre elles et qu'ils ont jouées sur la scène du Festival interceltique de Lorient en août 2010 (« concert pour Celtes en devenir »). Le second est nommé Mes comptines du monde où la pochette représente Clarisse en écolière, à l'âge de cinq ans, et dont elle a écrit la totalité des 12 textes en français, sur des musiques traditionnelles de tous les continents. 

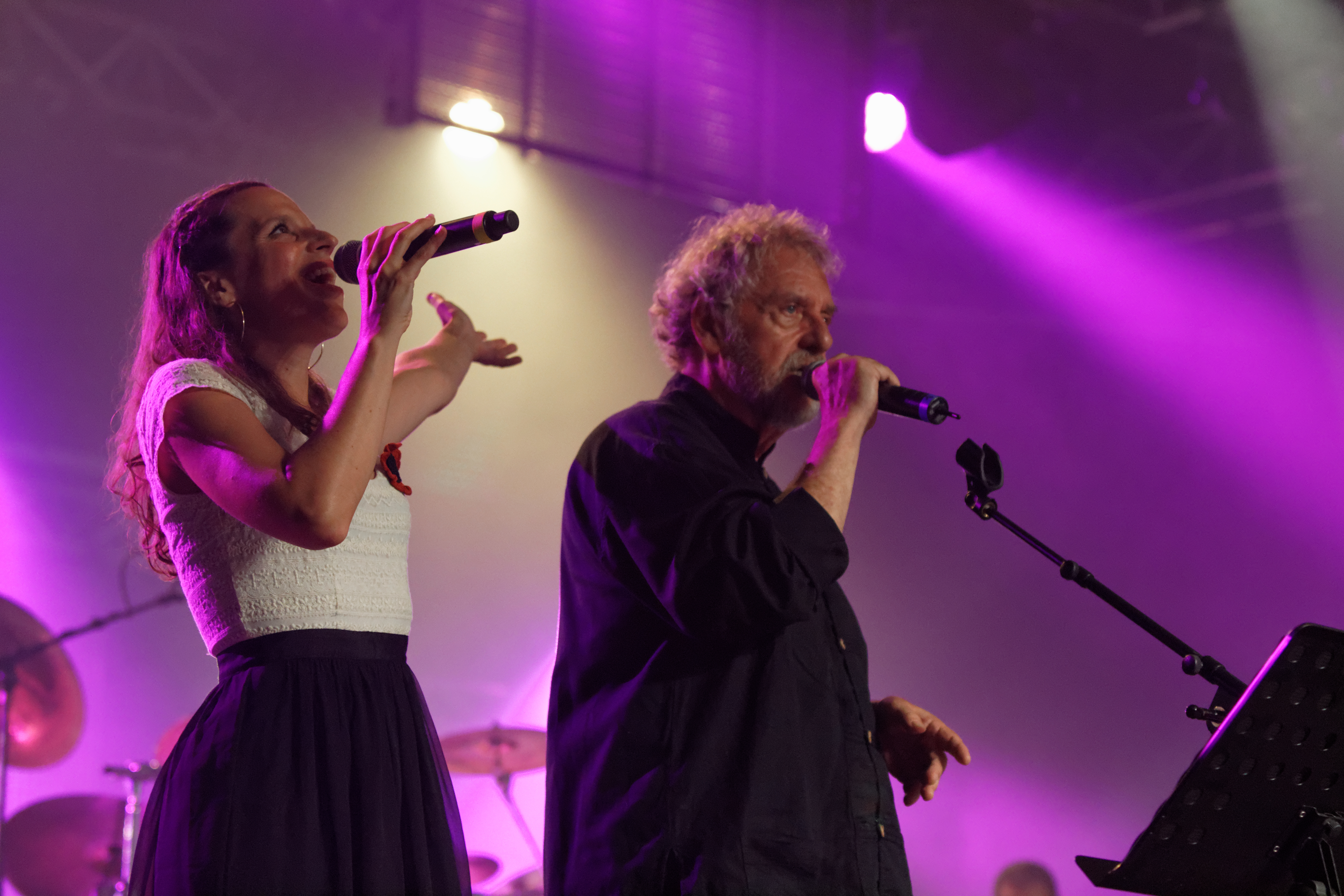
Duo avec Gilles Servat au festival de Cornouaille 2013 pour célébrer les 90 ans de la fête et les 20 ans de l'Héritage des Celtes

Après plusieurs années de collaborations discographiques, Clarisse Lavanant et Dan Ar Braz ont eu l'idée de créer un spectacle en duo dans lequel ils reprennent essentiellement leurs créations partagées, en français, breton et anglais mais également des chansons de Glenmor, de Xavier Grall (que Dan avait déjà mis en musique et interprété auparavant) ainsi que de Youenn Gwernig. Quelques extraits de la fabuleuse aventure de l'Héritage des Celtes, des comptines celtiques ainsi que d'autres traditionnels "revisités" pour l'occasion font aussi partie du programme. Cette tournée en duo a démarré le 31 juillet 2011 à Morlaix lors de la première édition du festival Entre Terre et Mer. En mai 2012, Clarisse Lavanant rejoint sur la scène de l'Olympia le groupe lorientais Soldat Louis lors des deux soirées.
En plus du duo avec Dan Ar Braz, elle participe au nouveau projet du guitariste, Celebration (en collaboration avec le Bagad Kemper) tout d'abord dans l'album paru en juin 2012 à travers trois titres puis sur les scènes bretonnes, dont la première a lieu en soirée de clôture du Festival Interceltique de Lorient le 11 août 2012, ainsi qu'en tournée dans toute la France à partir de janvier 2013. Elle continue en parallèle de se produire en solo.

### Albums personnels de chansons et nouveaux projets
Son septième album, L'Encre à rêver, sort en juin 2014. La réalisation musicale est confiée à Jean-Félix Lalanne. Au-delà d'un métissage avec d'autres cultures, elle joue aussi avec les langues, en écrivant un texte français (L'homme que j'aime) pour un air traditionnel breton (An hini a garan) et en interprétant Le Métèque de Georges Moustaki en breton (Termaji ar su). Elle y inclus également la chanson de Léo Ferré Les Étrangers avec laquelle elle a reçu le « Prix des Mémoires de la mer 2014 » pour son interprétation, décerné par la Corderie royale à Rochefort et remis à Paris par Olivier Poivre d'Arvor. Elle présente officiellement ce nouvel album à travers un tout nouveau spectacle « Une voix, un univers... Entre Héritage et Transmission », entourée par cinq musiciens multi-instrumentistes, le 24 juillet 2014 au Théâtre de Cornouaille à Quimper dans le cadre du festival. Avec cet album, elle remporte le grand prix du disque du Télégramme.
Après une grande tournée des églises et chapelles en 2015, qui l'a conduite jusqu'en Angleterre, invitée par le groupe mythique Fairport Convention à Cropredy, elle est notamment à l'affiche en septembre du Celti'Vannes à Vannes. Au niveau du jeune public, après une semaine de breton en école Diwan, elle chante avec les enfants et le clown-musicien Fulupik, avec qui elle propose un spectacle en version bilingue ou entièrement en breton, ainsi que le spectacle Comptines du monde et d'ailleurs accompagnés de musiciens.
Son huitième album, intitulé Glenmor Vingt ans d'abord, sort le 18 juin 2016, vingt ans jour pour jour après la disparition du barde ; ce disque constitue le dernier volet de sa trilogie consacré à Glenmor.
C'est après 15 années de collaboration artistique que le duo Clarisse Lavanant-Dan Ar Braz décide de réaliser pour la première fois un disque ensemble autour de leurs créations communes. L'album Harmonie voit le jour le 5 mai 2017 et a été baptisé en mer à bord du Pont-Aven les 5 et 6 mai 2017 lors d'une croisière Roscoff-Cork-Roscoff en partenariat avec la Brittany Ferries et Funambules Production. À partir de juin, ils le présentent lors d'une nouvelle tournée, accompagnés sur scène du guitariste David Er Porh et Philippe Guével, qui a réalisé l'album avec eux, en tant qu'invité.
À la suite de son dixième album paru en 2018 Kantikoù Breizh consacré aux cantiques bretons, elle sort en novembre 2019 son onzième disque intitulé "De Kerouze à Ouessant" qui est une balade musicale en Bretagne à travers des chansons d'auteurs-compositeurs-interprètes (Louis Capart, Claude Besson, François Budet, Michel Tonnerre...) qui l'ont inspirée.
En juillet 2021, elle reçoit le 13ème Prix Andrée CHEDID pour sa mise en mélodie du poème d’Antonio Machado, “Inventario galante”, déjà mis en musique au siècle dernier par Paco Ibáñez. Ce Prix organisé par Le Printemps des Poètes lui a été remis en direct des Francofolies de La Rochelle.
Elle a fait ses premiers pas d'actrice dans le rôle principal du film "NOZ" réalisé par Soazig Daniellou et diffusé, après deux mois de tournée dans les cinémas de Bretagne et à Paris, pour la première fois en TV Sur France 3 Bretagne le 22 novembre 2021.
Elle est également l’interprète principale du spectacle "Coeur de Bretagne" pour lequel elle a aussi écrit et dont la première a eu lieu au grand Vallon de Landivisiau Le 29 avril 2022.
Son douzième album ICI composé de 21 chansons personnelles sort à l’automne 2022 et célèbre vingt ans de chanson et de multiples collaborations dont le célèbre compositeur, musicien et chanteur irlandais Phil COULTER avec qui elle enregistre un duo franco-anglais (“Sur Les bords de la Swilly”), l’auteur Pierre-Yves Lebert (Maurane, Pagny, Daran), ou encore la musicienne Yael Naim.
Elle a mis en musique un poème de Tristan Corbière pour ce nouvel album (“Point n’ai fait un tas d’océans”) et signe une chanson dédiée aux langues bretonnes (et par extension aux langues dites minoritaires) intitulée “Langue vivante”.

## Discographie

### Participations

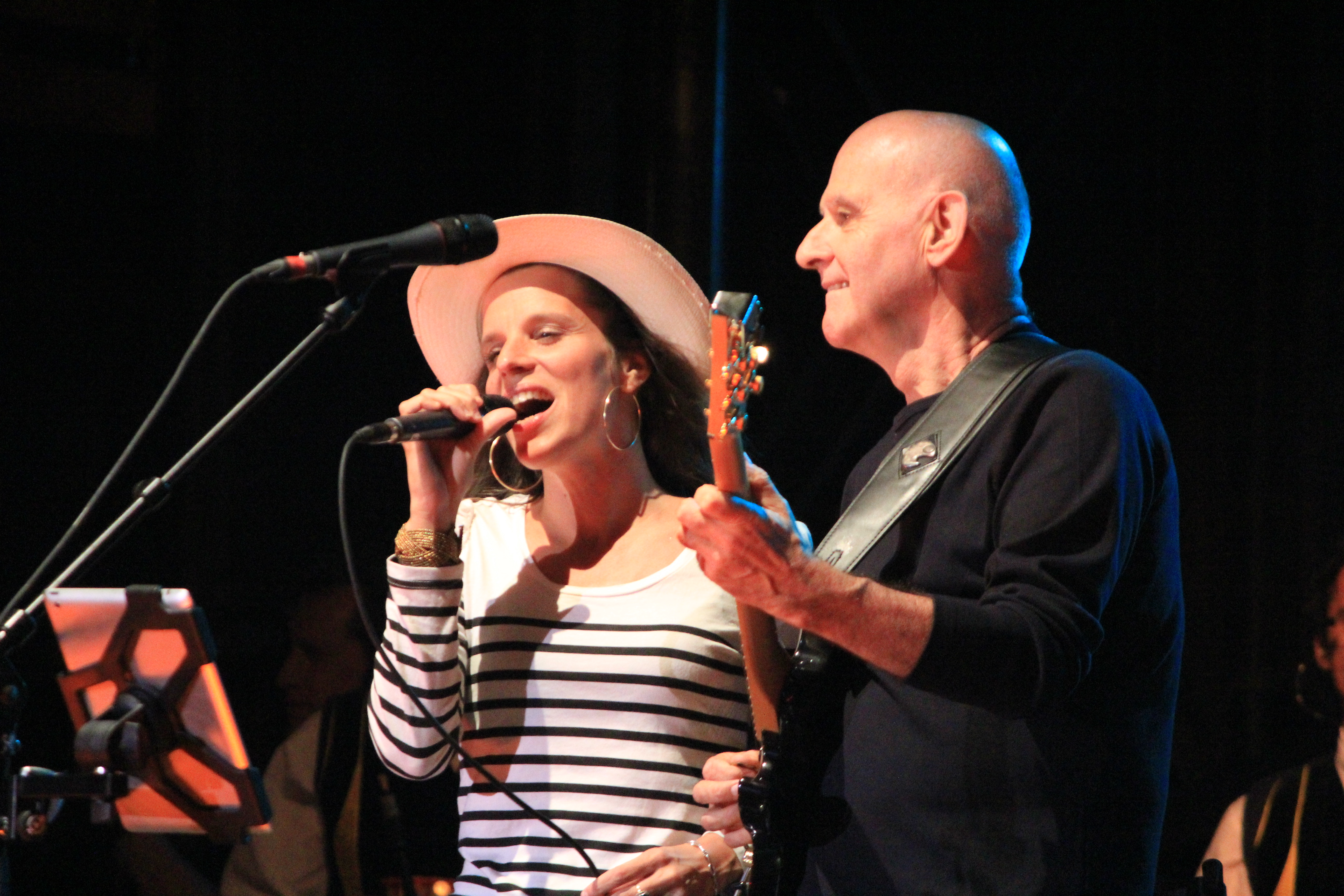
Clarisse Lavanant avec Dan Ar Braz.

- 2003 : BO du film Dédales - Jean-Félix Lalanne
- 2003 : À toi et ceux - Dan Ar Braz (Sony Music) deux textes
- 2005 : Autour de la mer (Aztec Music)
- 2005 : Les Perches du Nil - Dan Ar Braz (Sony Music) six textes
- 2009 : Comptines celtiques et d'ailleurs - Dan Ar Braz (Eveil et Découvertes/Coop Breizh)
- 2010 : Le Ricain d'Armor (Kalonarz)
- 2011 : VIP: Very Intimes Poteaux - Soldat Louis (Coop Breizh)
- 2012 : Femmes de Bretagne - collectif (Keltia Musique)
- 2012 : Celebration - Dan Ar Braz (L'OZ Production)
- 2014 : Célébration d'un héritage - Dan Ar Braz (Coop Breizh)
- 2015 : Trad'n Roll - Back Ouest, interprète Pleurent les yeux de Seznec
- 2015 : Les Incontournables 1970-2015 - Tri Yann (Pias)
- 2016 : La Belle enchantée - Tri Yann (Coop Breizh)
- 2016 : Sentinelles - Laurent Gourvez (Coop Breizh)
- 2017 : Breizh eo ma bro ! - collectif (Sony Music), interprète La Mémoire et la mer en duo avec Renan Luce ainsi que Île de Jean-Michel Caradec en solo et Bro gozh ma zadoù (collégiale)
- 2017 : 1, 2, 3... Kanañ a ri !, livre double CD pour enfants (Editions TES)
- 2018 : Best Of 2008/2018 - Ar Redadeg, interprète Kan ar yezh
- 2022 : Actrice dans la série en langue bretonne Flapakarr produite par Brezhoweb[25].